# 나가사와 시바 다파리
나가사와 시바 다파리(일본어: 長澤 シヴァタファリ, 2001년 12월 12일~)는 일본의 축구 선수이다.

## 구단 경력
그는 2023년 J1리그의 사간 도스에 입단했다. 2024년 6월 J2리그의 미토 홀리호크로 임대 이적했다. 2025년 J2리그의 사간 도스로 복귀했다.